# Luca Zidane
Zidane  Fernández est un nom espagnol. Le premier nom de famille, en général paternel, est Zidane ; le second, en général maternel, souvent omis, est Fernández.
Pour les articles homonymes, voir Zidane (homonymie).
Luca Zidane Fernández, plus couramment appelé Luca Zidane, né le 13 mai 1998 à Aix-en-Provence, est un footballeur franco-espagnol évoluant au poste de gardien de but au Grenade CF.
Deuxième fils de Zinédine Zidane, il a trois frères Enzo, Théo et Elyaz.

## Biographie
Luca Zidane est né le 13 mai 1998 à Aix-en-Provence. Il est le deuxième fils de Zinédine Zidane et de son épouse Véronique (née Fernandez Lentisco). Il a trois frères : Enzo, né en 1995, Théo, né en 2002 et Elyaz, né en 2005. Comme ses frères, il fut scolarisé au lycée français de Madrid.
Footballeur au sein du Real Madrid CF, auprès duquel il a commencé sa formation en 2004, il y suit le cursus classique de tous les joueurs professionnels, en qualité de gardien de but. En 2014, Luca est sélectionné pour la première fois en équipe de France. Il se distingue en 2015 dans la catégorie des moins de 17 ans au sein de cette équipe, qu'il qualifie pour la finale de l’Euro en arrêtant trois tirs au but de la Belgique lors de la séance des penaltys. Les Bleus remportent cette même année l'Euro face à l'Allemagne.  

## Carrière en club

### Real Madrid (2004-2020)
En 2004, Luca Zidane intègre le centre de formation du Real Madrid CF, et joue avec les différentes équipes de jeunes du club madrilène, remportant plusieurs tournois juniors,. Il possède également la nationalité espagnole.
En juillet 2016, Luca Zidane est appelé en équipe première par son père Zinédine Zidane pour aller en tournée avec le  Real Madrid lors des matches de pré-saison. À la suite du forfait de Keylor Navas, il est également convoqué pour participer à la Supercoupe de l'UEFA 2016.
Il obtient sa première titularisation en Liga le 19 mai 2018 face à Villareal. Le match se solde sur le score de 2-2.
Le 1er avril, il est titulaire face à Huesca lors d'un match nul (2-2) pour pallier une blessure à la cuisse de Thibaut Courtois et le retour tardif de sélection de Keylor Navas.

### Prêté au Racing de Santander (2019)
En juillet 2019, Luca Zidane est prêté au Racing de Santander qui évolue en deuxième division.

### Rayo Vallecano (2020-2022)
Le 5 octobre 2020, il s'engage avec le Rayo Vallecano, club de deuxième division. Pour la saison 2021/2022 il est promu avec le club en première division espagnole. Dès la première journée de la Liga, Luca Zidane prend un carton rouge. Il fera son retour sur le banc, repassant second gardien dans la hiérarchie.

### SD Eibar (2022-2024)
En 2022, il évolue au SD Eibar en 2e division.

### Grenade CF (2024-)
En 2024, Zidane rejoint Grenade en 2e division.

### Carrière internationale
Luca Zidane est pour la première fois sélectionné en équipe nationale, avec l'équipe de France des moins de 16 ans en 2014. À la fin de l'année, il joue avec les moins de 17 ans et qualifie l'équipe nationale pour l'Euro 2015 des moins de 17 ans,. « Héroïque », Luca Zidane fait parler de lui lors de la demi-finale du championnat contre la Belgique, lors de la séance de tirs au but, où il parvient à stopper trois tirs, ce qui qualifie son équipe pour la finale de la compétition malgré sa panenka qui ne touche que la transversale,,. Trois jours plus tard, l'équipe remporte le Championnat d'Europe lors de la finale où il est titulaire, après s'être imposée sur le score de 4 à 1 face à l'équipe d'Allemagne des moins de 17 ans.

## Statistiques
| Saison                | Club                       | Championnat           | Championnat | Championnat | Coupe(s) nationale(s) | Coupe(s) nationale(s) | Autres compétitions | Autres compétitions | Autres compétitions | Total | Total |
| Saison                | Club                       | Division              | M.          | B.          | M.                    | B.                    | Comp.               | M.                  | B.                  | M.    | B.    |
| 2016-2017             | Real Madrid Castilla       | Segunda Division B    | 8           | 0           | -                     | -                     | -                   | -                   | -                   | 8     | 0     |
| 2017-2018             | Real Madrid Castilla       | Segunda Division B    | 13          | 0           | -                     | -                     | -                   | -                   | -                   | 13    | 0     |
| 2018-2019             | Real Madrid Castilla       | Segunda Division B    | 28          | 0           | -                     | -                     | BR                  | 2                   | 0                   | 30    | 0     |
| Sous-total            | Sous-total                 | Sous-total            | 49          | 0           | -                     | -                     | -                   | 2                   | 0                   | 51    | 0     |
| 2017-2018             | Real Madrid                | Liga                  | 1           | 0           | -                     | -                     | -                   | -                   | -                   | 1     | 0     |
| 2018-2019             | Real Madrid                | Liga                  | 1           | 0           | -                     | -                     | -                   | -                   | -                   | 1     | 0     |
| Sous-total            | Sous-total                 | Sous-total            | 2           | 0           | -                     | -                     | -                   | -                   | -                   | 2     | 0     |
| 2019-2020             | Racing de Santander (prêt) | Liga 2                | 33          | 0           | -                     | -                     | -                   | -                   | -                   | 33    | 0     |
| 2020-2021             | Rayo Vallecano             | Liga 2                | 11          | 0           | -                     | -                     | BR                  | 4                   | 0                   | 15    | 0     |
| 2021-2022             | Rayo Vallecano             | Liga                  | 8           | 0           | 5                     | 0                     | -                   | -                   | -                   | 13    | 0     |
| Sous-total            | Sous-total                 | Sous-total            | 19          | 0           | 5                     | 0                     | -                   | 4                   | 0                   | 28    | 0     |
| 2022-2023             | SD Eibar                   | Liga 2                | 31          | 0           | -                     | -                     | BR                  | 2                   | 0                   | 33    | 0     |
| 2023-2024             | SD Eibar                   | Liga 2                | 42          | 0           | -                     | -                     | BR                  | 2                   | 0                   | 44    | 0     |
| Sous-total            | Sous-total                 | Sous-total            | 73          | 0           | -                     | -                     | -                   | 4                   | 0                   | 77    | 0     |
| 2024-2025             | Grenade CF                 | Liga 2                | 16          | 0           | 2                     | 0                     | -                   | -                   | -                   | 18    | 0     |
| Total sur la carrière | Total sur la carrière      | Total sur la carrière | 192         | 0           | 7                     | 0                     | -                   | 10                  | 0                   | 209   | 0     |

## Palmarès

### En sélection
Lors de l'été 2015, il remporte le championnat d'Europe des moins de 17 ans avec l'équipe de France, puis remporte le tournoi international de Lafarge Foot Avenir avec l'équipe de France des moins de 18 ans en septembre 2015.